# Dreamcatcher
Dreamcatcher (кор. 드림캐쳐, ранее известные как Minx, стилизуется как Dream Catcher; читается как Дримкэтчер), — южнокорейская гёрл-группа, находящаяся под руководством Dreamcatcher Company. Группа состоит из 7 участниц: Чию, Суа, Сиён, Хандон, Юхён, Тами и Кахён. Группа дебютировала 13 января 2017 года с сингловым-альбомом Nightmare.
Первоначально группа назвалась Minx. В ней состояло только пять из семи нынешних участниц: Чию, Суа, Сиён, Юхён и Тами Их дебют с синглом «Why Did You Come to My Home?» состоялся 18 сентября 2014 года.. В декабре того же года они выпустили рождественскую песню «Rockin' Around the Christmas Tree» вместе с группой Dal Shabet. В июле 2015 года Minx выпустили мини-альбом Love Shake, который оказался их последним в качестве данной группы. В ноябре 2016 было объявлено, что группа заново дебютирует с двумя новыми участницами Кахён и Хандон и с новым названием Dreamcatcher.
Журнал Rolling Stone India признал группу «Лицом рока в K-pop». В 2022 году Teen Vogue назвал их музыку стилями метал и рок в рамках интервью и фотосессии с участниками.

## Карьера

### 2014—2015: Дебют Minx
9 августа 2014 года Minx впервые выступили перед аудиторией на фестивале Summertime Oak Valley, где исполнили две оригинальные песни: «Action» и «Why Did You Come To My Home». 15 сентября компания Happy Face Entertainment представила свою новую женскую группу. 18 сентября Minx выпустили свой дебютный сингл «Why Did You Come To My Home». Minx официально дебютировали на музыкальном шоу M! Countdown канала Mnet 18 сентября. Промоушен «Why Did You Come To My Home» закончился 26 октября выступлением на шоу Inkigayo канала SBS.
В июле 2015 года Minx выпустили свой первый мини-альбом Love Shake с одноимённым заглавным синглом. Песня является ремейком песни Dal Shabet из альбома Bang Bang. В тот же день Minx провели шоукейс альбома в клубе Ellui, в Сеуле.

### 2017: Преобразование в Dreamcatcher иPrequel
В ноябре 2016 компания Happy Face Entertainment объявила, что Minx заново дебютируют под названием Dreamcatcher в 2017 году. В состав группы вошли все участницы Minx: Чию, Суа, Сиён, Юхён и Тами; а также две новые участницы — Хандон и Кахён. 13 января 2017 года группа выпустила свой дебютный сингл-альбом Nightmare и клип на заглавный трек «Chase Me». Группа официально дебютировала на музыкальном шоу M! Countdown канала Mnet 19 января. 19 февраля вышел клип на песню «Emotion».
5 апреля Dreamcatcher выпустили свой второй сингл-альбом Fall Asleep In The Mirror и клип на заглавную песню «Good Night». 3 июля был выпущен клип на песню «Lullaby».
27 июля Dreamcatcher выпустили первый мини-альбом Prequel и клип на заглавную песню «Fly High». Альбом дебютировал на 5 месте в чарте Billboard World Albums Chart и на 1 месте в чарте iTunes K-Pop Top 100 в США. 1 августа Happyface Entertainment объявили, что Dreamcatcher проведут свое первое мировое турне после завершения промоушена для альбома.
3 октября Happyface Entertainment объявили, что Dreamcatcher присоединится к шоу MixNine. Однако к 10 декабря Happyface Entertainment объявили, что Чию, Сиён, Юхён и Тами покинут шоу из-за конфликта в расписании с их туром по Бразилии. 8 декабря Happyface Entertainment объявили, что в сотрудничестве с MyMusicTaste группа отправится в турне по 7 странам Европы в феврале 2018 года в рамках своего мирового турне «Fly High». 28 декабря Happyface Entertainment объявили, что группа проведет встречу с фанатами 13 января 2018 года, чтобы отметить первую годовщину своего дебюта с фанатами. Все билеты на фан-встречу были распроданы через минуту после его выпуска в открытую продажу 2 января.
К концу года Dreamcatcher получили признание критиков со всего мира за свое уникальное звучание, сочетающее в себе влияние рока и металла. «Chase Me» заняла 19-е место в рейтинге Billboard «Лучшие K-Pop песни 2017 года: Выбор критиков». Группа заняла 3-е место в рейтинге лучших новых исполнителей K-Pop по версии Billboard в 2017 году.

### 2018: Рост популярности и первое мировое турне
4 января 2018 года Happyface Entertainment сообщили, что 12 января Dreamcatcher выпустят новый цифровой сингл, посвященный фанатам в честь их первой годовщины. 12 января Dreamcatcher выпустили свой первый юбилейный цифровой сингл «Full Moon» вместе с рекламным видео. Сингл сразу же занял высокие места в чартах iTunes Top 100 K-Pop во многих странах мира и занял 16-е место в чарте Billboard World Digital Song Sales. 13 января Dreamcatcher провели свою первую фан-встречу с поклонниками в Большом театре Мэри Холл в Университете Соган, где они впервые исполнили «Full Moon». В феврале Dreamcatcher стали первой женской группой K-pop, которая совершила тур по крупным европейским городам. ГороТами, которые посетили в рамках мирового турне «'Fly High'», были Лондон (14 февраля), Лиссабон (16 февраля), Мадрид (18 февраля), Амстердам (21 февраля), Берлин (22 февраля), Варшава (23 февраля) и Париж (25 февраля). В марте группа объявила официальное название фандома «InSomnia».
28 апреля Dreamcatcher были назначены послами по связям с общественностью по защите авторских прав для кампании Microsoft по коммерциализации технологии Blockchain Security и защите авторских прав. 10 мая Dreamcatcher выпустили свой второй мини-альбом Escape the Era с заглавным синглом «You and I» и инструментальной версией. Альбом в двух версиях занял 1 и 3 места в чарте альбомов Hanteo, и достиг 3 места в Gaon и номер 1 в Yinyuetai Китая. Он дебютировал в чарте Billboard World Albums под номером 7. Группа объявила о турне по Латинской Америке 17 мая. Тур «Welcome to the Dream World in Latin America» стартовал 27 июля в Буэнос-Айресе, Аргентина, и завершился 5 августа в Панама-Сити, Панама. 15 июля Dreamcatcher подписали контракт с Pony Canyon, для дебюта в Японии.
Их третий мини-альбом Alone in the City был выпущен 20 сентября. 5 октября было объявлено, что группа дебютирует в Японии в ноябре с японской версией их сингла «What», релиз которого запланирован на 21 ноября.

### 2019: Туры,The Beginning of the Endи прорыв
13 февраля Dreamcatcher выпустили четвёртый мини-альбом The End of Nightmare. Кульминацией альбома стал их новый сингл «PIRI», песня, демонстрирующая фирменную рок-акустику Dreamcatcher и музыку одноимённого музыкального инструмента. В тот же день агентство группы Happyface Entertainment объявило о смене названия лейбла на DreamCatcher Company. После промоушена «PIRI» Dreamcatcher отправились в азиатский тур «Invitation from Nightmare City», который, как было объявлено, состоится в нескольких городах — Джакарте, Маниле, Сингапуре, самом Сеуле, а также в японских городах Токио и Кобе — с марта до мая. Однако по неустановленным причинам концертная остановка в Джакарте была позже отменена — вместо этого была проведена короткая фан-встреча.
Впоследствии, в июле, были объявлены ещё 3 остановки в рамках тура «Invitation From Nightmare City» — австралийские города Мельбурн и Сидней вместе с Куала-Лумпуром в Малайзии. Концерты должны были проходить с конца августа до начала сентября. 31 августа в кинотеатре «Рассел 170» произошёл пожар, группа была вынуждена отменить остановку в Мельбурне. В тот же день Dreamcatcher объявили об официальном членстве в первом поколении своего фан-клуба InSomnia. Подача заявок на участие в корейских и японских фан-клубах началась 2 сентября и длилась месяц.
В начале сентября группа выпустила серию фотографий. После этого был обнародован план-распорядок, подтверждающий выпуск нового специального альбома Raid of Dream. 11 сентября группа выпустила свой первый студийный альбом на японском языке под названием The Beginning of The End, который включает японские версии большинства их заглавных песен и 2 новых японских сингла. Музыкальное видео на трек «Breaking Out» было выпущено за 2 дня до выхода альбома, а Dreamcatcher провели шоукейс для продвижения и исполнения новых японских песен, транслируемых на LINE Live. Вместе с выпуском корейского альбома Raid of Dream, 18 сентября был представлен видеоклип на их новую корейскую песню «Deja Vu». Одновременно была загружена японская версия песни. Эта песня — формальное сотрудничество с мобильной игрой King's Raid.
После промоушена с «Deja Vu» Dreamcatcher отправились в свой второй европейский тур по следующим городам: Лондон (24 октября), Милан (27 октября), Берлин (30 октября), Варшава (1 ноября), Париж (3 ноября), Амстердам (5 ноября) и, наконец, Хельсинки (7 ноября). После этого группа также успешно завершила свой первый тур по Соединённым Штатам Америки, где они выступили в Лос-Анджелесе (6 декабря), Чикаго (8 декабря), Далласе (11 декабря), Орландо (13 декабря) и Джерси. Хандон отсутствовала в турах по Европе и Америке по неустановленным причинам, позже выяснилось, что она участвовала в программе Idol Producer.

### 2020—2021: Временное отсутствие Хандон, трилогияDystopiaи международное признание
3 февраля Dreamcatcher опубликовали тизер-график своего первого корейского студийного альбома. Этот первый студийный альбом — Dystopia: The Tree of Language — был выпущен 18 февраля вместе с видеоклипом на песню «Scream», ритмичную EDM-рок-песню. В альбом вошли восемь новых оригинальных песен, в которые вошли две предыдущие фан-песни Dreamcatcher «Full Moon» и «Over the Sky», а также сольная дебютная песня Сиён «Paradise», альбом стал первой частью серии «Dystopia» и первым альбомом группы с 2017 года. Третий японский сингл группы под названием «Endless Night» вышел 11 марта, спустя неделю после выхода официального музыкального видео, ранее на YouTube-канале Pony canyon. С 20 марта Dreamcatcher провели двухнедельный промоушен песни «Black or White» с их первого студийного альбома, через несколько дней после того, как продвижение «Red Sun» и «Scream» закончилось на второй неделе марта.
1 мая Millenasia Project объявил, что Dreamcatcher споют вместе с корейской мужской группой In2It и певицей AleXa в песне под названием «Be The Future». В проекте, поддерживаемом Глобальной образовательной коалицией ЮНЕСКО, подчеркивается важность соблюдения надлежащих правил гигиены и выражается глубокая благодарность всем преподавателям мира за их постоянные усилия по обучению студентов во время пандемии COVID-19. Клип на песню был выпущен 6 мая.
16 июня Dreamcatcher выпустили тизер своей новой песни «R.o.S.E BLUE», совместной работы O.S.T для мобильной игры Girl Cafe Gun. Песня была выпущена 15 июля.
В рамках продолжающегося сотрудничества с MyMusicTaste, группа провела концерт с 6 участницами «Global Streaming Into The Night & Dystopia» 4 июля. Это был первый онлайн-концерт группы для мировой публики.
Пятый мини-альбом Dystopia: Lose Myself вышел 17 августа и стал их самым продаваемым альбомом по состоянию на 2020 год. Музыкальный видеоклип на заглавный трек «BOCA» был выпущен в тот же день. 16 октября Хандон официально вернулась в группу. 19 октября Хандон также выпустила свою сольную дебютную песню «First Light of Dawn». 9 ноября Dreamcatcher официально присоединились к социальной сети Weverse.
20 ноября Dreamcatcher выпустили свой четвёртый японский сингл «No More». 27 ноября группа объявила, что они исполнят заглавную песню для аниме-телесериала Королевский рейд под названием «Eclipse». Песня вышла 25 декабря. Полная версия вышла в марте 2021 года.
Группа выпустила шестой мини-альбом Dystopia: Road to Utopia и сингл «Odd Eye» 26 января 2021 года. Тами и Сиён выпустили саундтрек к дораме «Чёрная дыра». в двух версиях, оригинальная версия дебютировала под номером 1 в чартах K-OST и под номером 5 в рок-чартах.
1 июля Dreamcatcher объявили, что их контракт на управление с Pony Canyon истекает 31 августа.
30 июля группа выпустила второй специальный альбом Summer Holiday.

### 2022-н.в: ТрилогияApocalypse, первая победа, дуологияVersuSиReason
12 апреля 2022 года Dreamcatcher выпустили свой второй корейский студийный альбом Apocalypse: Save Us и его ведущий сингл «Maison». 20 апреля группа одержала свою первую победу на музыкальном шоу с песней «Maison» на шоу MBC Show Champion, спустя 1924 дня после дебюта, установив новый рекорд для женских групп по продолжительности между дебютом и первой победой. 26 апреля Dreamcatcher завершили промоушен своим прощальным выступлением на шоу SBS MTV The Show, где они одержали свою вторую победу на музыкальном шоу. 27 апреля компания Dreamcatcher объявили о мировом турне Apocalypse: Save Us, запланированном на период с 28 июня по 20 июля в Америке, с остановками в Нью-Йорке, Рединге, Луисвилле, Чикаго, Миннеаполисе, Денвере, Сан-Франциско и Лос-Анджелесе. После первоначального анонса по многочисленным просьбам было добавлено дополнительное шоу в Лос-Анджелесе, а также в Мехико.
15 мая Dreamcatcher выступили во Франкфурте, Германия, на KPOP.FLEX, крупнейшем фестивале K-Pop, когда-либо проводившемся в Европе. 4 июня Dreamcatcher отправились выступать в Барселонау, став первой в истории K-pop группой, приглашенной на фестиваль Primavera Sound.
16 августа СуА выпустила свой первый OST-трек «Still With You» для дорамы Кафе Минамдан.
4 октября компания Dreamcatcher объявила о новом этапе мирового турне 2022 года, когда Dreamcatcher возвращаются в турне по Европе впервые с ноября 2019 года. Тур The Apocalypse: Follow Us начался 14 ноября и охватить пять стран: Германию, Нидерланды, Польшу, Великобританию и Францию. 11 октября Dreamcatcher выпустили свой седьмой мини-альбом Apocalypse: Follow Us и ведущий сингл «Vision». Dazed поставили «Vision» на 16-е место в списке «Лучших K-pop треков 2022 года».
В ноябре все семь участниц Dreamcatcher досрочно продлили свои контракты.
13 января 2023 года Dreamcatcher выпустили специальный сингл «Reason», посвященный поклонникам в честь их шестой годовщины. 18 января было объявлено о туре T he Reason: Makes Dreamcatcher 2023 по США с остановками в Атланте, Вашингтоне, округ Колумбия, Нью-Йорке, Рединге, Чикаго, Денвере, Ирвинге, Окленде и Лос-Анджелесе, который начнется 28 февраля и закончится 20 марта. Апреля 21 декабря группа выступила в Лас-Вегасе на инаугурационной выставке WeBridge Expo 2023.
20 мая группа была одним из артистов, приглашенных принять участие в специальном концерте, посвященном первой годовщине открытия Синего дома. 24 мая Dreamcatcher выпустили свой восьмой мини-альбом Apocalypse: From Us и его ведущий сингл «Bon Voyage».
22 ноября группа выпустила девятый мини-альбом VillainS, заглавным треком которого стал сингл «OOTD». Альбом стал первым в дуологии VersuS.
31 декабря Сиён выпустила свой второй цифровой сингл «Start Over», который является ремейком OSTа дорамы «Итхэвон класс», оригинальным исполнителем которого является Gaho.

## Участницы
| Сценический псевдоним | Сценический псевдоним | Настоящее имя | Настоящее имя | Дата рождения | Позиция в группе                                  |
| Основной              | Другой                | На русском    | Хангыль/Ханча | Дата рождения | Позиция в группе                                  |
| --------------------- | --------------------- | ------------- | ------------- | ------------- | ------------------------------------------------- |
| Чию                   | JiU, 지유             | Ким Мин Джи   | 김민지        | 17.05.1994    | Лидер, ведущий танцор, ведущая вокалистка, вижуал |
| Суа                   | SuA, 수아             | Ким Бо Ра     | 김보라        | 10.08.1994    | Главный танцор, ведущий рэпер, вокалистка         |
| Сиён                  | Siyeon, 시연          | Ли Си Ён      | 이시연        | 01.10.1995    | Главная вокалистка                                |
| Хандон                | Handong, 한동         | Хань Дун      | 韓東          | 26.03.1996    | Вокалистка                                        |
| Юхён                  | Yoohyeon, 유현        | Ким Ю Хён     | 김유현        | 07.01.1997    | Ведущая вокалистка                                |
| Тами                  | Dami, 다미            | Ли Ю Бин      | 이유빈        | 07.03.1997    | Главный рэпер, ведущий танцор, вокалистка         |
| Кахён                 | Gahyeon, 가현         | Ли Га Хён     | 이가현        | 03.02.1999    | Ведущий рэпер, вокалистка, макнэ                  |

## Дискография
| Корейские альбомы Синглы Full Moon (2018) Over the Sky (2019) REASON (2023) Студийные альбомы Dystopia: The Tree of Language (2020) Apocalypse: Save Us (2022) Мини-альбомы Prequel (2017) Escape the Era (2018) Alone in the City (2018) The End of Nightmare (2019) Dystopia: Lose Myself (2020) Dystopia: Road to Utopia (2021) Apocalypse: Follow Us (2022) Apocalypse: From Us (2023) VillainS (2023) | Японские альбомы Студийные альбомы The Beginning of the End (2019) |  |

## Фильмография

### Реалити-шоу
| Год  | Название          | Примечание  | Ссылка |
| ---- | ----------------- | ----------- | ------ |
| 2021 | Dreamcatcher Mind | 10 эпизодов | [ 77 ] |

### Сериалы
| Год  | Название                        | Примечание                  | Ссылка |
| ---- | ------------------------------- | --------------------------- | ------ |
| 2020 | Круглосуточный магазин Сэт Бёль | Появление Юхён в камео-роли | [ 78 ] |

## Концерты

### Хэдлайнеры
Туры:
- Dreamcatcher 1st Tour Fly High (2017—2018)
- Dreamcatcher Welcome to the Dream World (2018)
- Dreamcatcher Concert: Invitation from Nightmare City (2019)
- Dreamcatcher World Tour [Apocalypse: Save Us] (2022)
- Dreamcatcher World Tour [Apocalypse: Follow Us] (2022)
- Reason: Makes Dreamcatcher (2023)
- Dreamcatcher World Tour [Apocalypse: From Us] (2023)

Специальные концерты:
- Dreamcatcher 1st Concert — Fly High in Japan (2017)
- Dreamcatcher 1st Concert in Seoul — Welcome to the Dream World (2018)
- Dreamcatcher Concert: [Apocalypse: Broken Halloween] (2022)

Онлайн концерты:
- Dreamcatcher Concert Global Streaming Into the Night & Dystopia (2020)
- Dreamcatcher [Dystopia: Seven Spirits] (2020)
- Dreamcatcher Concert Crossroads: Part 1. Utopia & Part 2. Dystopia (2021)